# Tipularia
Tipularia es un género de orquídeas de hábitos terrestres con  especies en América del Norte, Japón y el Himalaya. 

## Taxonomía
El género fue descrito por Thomas Nuttall y publicado en Journal of the Proceedings of the Linnean Society 3: 26. 1858.
Etimología
Su nombre se deriva de Tipula, un género de insectos.

## Especies
- Tipularia cunninghamii (King & Prain) ined.
- Tipularia harae (Maek.) S.C. Chen (1987)
- Tipularia japonica Matsum. (1901)
- Tipularia josephi Rchb.f. ex Lindl. (1857)
- Tipularia odorata Fukuy. (1938)
- Tipularia szechuanica Schltr. (1924)